# René Swete
René Swete (* 1. Juni 1990) ist ein ehemaliger österreichischer Fußballtorwart.

## Karriere
Swete begann seine Karriere in Wien-Favoriten beim KSV Ankerbrot Montelaa. Nachdem er beim Favoritner AC und beim FC Wien gespielt hatte, wechselte er 2004 in die AKA Rapid Wien. 2007 kehrte er wieder zum Favoritner AC zurück. Nachdem für die SVg Guntramsdorf und beim 1. Simmeringer SC aktiv gewesen war, wechselte er 2013 zum Floridsdorfer AC. Nach dem Aufstieg und dem Klassenerhalt wechselte er zum Erstligisten SV Grödig. Dort wurde er am 19. Oktober 2015 für kurze Zeit freigestellt, als er nach einem Lokalbesuch eine Auseinandersetzung mit seiner damaligen Freundin hatte. Im anschließenden Strafverfahren nach einer Anzeige wegen Körperverletzung kam es zu einer Diversion. Nachdem sich Grödig aus dem Profifußball zurückgezogen hatte, verließ er den Verein im Sommer 2016.
Im Jänner 2017 wechselte er zum Regionalligisten TSV Hartberg. Mit den Hartbergern konnte er am Ende der Saison 2016/17 in die zweite Liga und nach der Saison 2017/18 in die Bundesliga aufsteigen. Insgesamt kam er für Hartberg zu 179 Pflichtspieleinsätzen, ehe er im Jänner 2023 überraschend während der laufenden Saison 32-jährig seine Karriere beendete. Im März 2023 gab der Verein bekannt, dass Swete gemeinsam mit dem ehemaligen Spieler und Co-Trainer Andreas Lienhart eine Scouting-Abteilung aufbauen soll.